# Procladius crassinervis
Procladius crassinervis är en tvåvingeart som först beskrevs av Zetterstedt 1838.  Procladius crassinervis ingår i släktet Procladius, och familjen fjädermyggor. Arten är reproducerande i Sverige.